# 嵐の孤児
『嵐の孤児』（あらしのこじ、英語: Orphans of the Storm）は、D・W・グリフィス監督による1921年公開のアメリカ合衆国のサイレント映画である。リリアン・ギッシュ、ドロシー・ギッシュのギッシュ姉妹の競演となった。

## 略歴・概要
18世紀末のパリを舞台に、二人の孤児がフランス革命とその後のロベスピエールの恐怖政治という歴史の嵐に巻き込まれる様に、二人の孤児の恋、大迫力の戦闘シーンや、D・W・グリフィスが得意としたラスト・ミニッツ・レスキューを折込んだ超大作。ホワイトハウスにおいて、時の大統領ウオレン・G・ハーディングの前での特別試写も行われた。
しかしながら作品はヒットせず、結果としてリリアン・ギッシュが出演した最後のD・W・グリフィス監督作品となってしまった。米国ではユナイテッド・アーティスツ（UA）が配給した。
1943年（昭和18年）、マキノ正博（のちのマキノ雅弘）はこの翻案作品『阿片戦争』を監督した。高峰秀子と原節子が孤児の姉妹を演じ、舞台をアヘン戦争当時の中国に設定した。

## スタッフ
- 監督：D・W・グリフィス
- 脚色：ガストン・ド・トロリニャック（D・W・グリフィス の筆名）
- 撮影：ヘンドリック・サートフ、G・W・ビッツァー、ポール・アレン
- 美術：チャールズ・M・カーク、エドワード・ショル

## キャスト
- アンリエット・ジラール：リリアン・ギッシュ
- ルイーズ・ジラール：ドロシー・ギッシュ
- 騎士ド・ヴォードレ：ジョセフ・シルドクラウト
- ダントン：モンティ・ブルー
- ロベスピエール：シドニー・ハーバート